# جوني شوت
جوني شوت (بالفرنسية: Johnny Schuth)‏ (مواليد 7 ديسمبر 1941) هو لاعب كرة قدم. يلعب مع منتخب فرنسا لكرة القدم. سبق له أن لعب في كأس العالم لكرة القدم مع منتخب بلاده.

## روابط خارجية
- جوني شوت على موقع قاعدة بيانات كرة القدم.إي يو (الإنجليزية)
- جوني شوت على موقع عالم كرة القدم.نت (الإنجليزية)